# Nevada Smith
Nevada Smith – amerykański western z 1966 w reżyserii Henry’ego Hathawaya. Tytułową rolę zagrał Steve McQueen, a na ekranie partnerują mu; m.in.: Karl Malden, Arthur Kennedy, Martin Landau i Suzanne Pleshette.
Film jest prequelem zrealizowanego 2 lata wcześniej przez Edwarda Dmytryka dramatu Rogate dusze (1964). Oba filmy powstały na motywach wydanej w 1961 powieści Harolda Robbinsa pt. The Carpetbaggers.

## Obsada
- Steve McQueen – Max Sand (Nevada Smith)
- Karl Malden – Tom Fitch
- Arthur Kennedy – Bill Bowdre
- Martin Landau – Jesse Coe
- Brian Keith – Jonas Cord
- Suzanne Pleshette – Pilar
- Pat Hingle – „Wielka Stopa”, strażnik w obozie pracy
- Howard Da Silva – naczelnik obozu pracy
- Janet Margolin – Neesa
- Raf Vallone – o. Zaccardi
- Paul Fix – szeryf Bonnell
- John Doucette – Ben McCanles
- Josephine Hutchinson – Elvira McCanles
- Joanna Moore – Angie Coe, żona Jessego
- Iron Eyes Cody – Taka-Ta
- Lyle Bettger – Rudabough
- Steve Mitchell – Buckshot
- Ric Roman – Cipriano
- Bert Freed – Quince
- David McLean – Romero
- John Lawrence – Hogg
- Gene Evans – Sam Sand, ojciec Maxa
- Isabel Boniface – Tabinaka, matka Maxa
- Loni Anderson – dziewczyna w saloonie

i inni...

## Zarys fabuły
Lata 90. XIX wieku. Młody i niedoświadczony Max Sand jest synem Indianki i białego mężczyzny. Pewnego dnia podczas nieobecności Maxa w domu jego rodzice zostają brutalnie zamordowani przez trzech bandytów. Od tej chwili jedynym celem w życiu Maxa staje się zemsta na zabójcach. Niebawem wyrusza na ich poszukiwanie.